# Everytime We Touch (chanson de David Guetta)
Pour les articles homonymes, voir Everytime We Touch.
Singles de David Guetta
Tomorrow Can Wait
(2008) When Love Takes Over
(2009)
Singles par Chris Willis
Tomorrow Can Wait
(2008) Gettin' Over You
(2009)
Singles par Steve Angello
Leave the World Behind
(2009) Monday
(2009)
Singles par Sebastian Ingrosso
Leave the World Behind
(2009) One
(2009)
Everytime We Touch est le cinquième et dernier single extrait de l'album Pop Life du DJ français de house David Guetta sorti le 6 juillet 2008. Le DJ est en featuring avec le chanteur américain Chris Willis. On retrouve également sur ce titre la collaboration des DJs suédois Steve Angello et Sebastian Ingrosso.

## Clip vidéo
Dans la vidéo du clip, on suit David Guetta en tournée en Asie.

## Formats et liste des pistes
- Europe CD Single

1. Everytime We Touch (David Tort Remix) - 8:34
2. Everytime We Touch (Impetto Remix) - 7:51
3. Everytime We Touch (Robbie Riviera Remix) - 9:04
4. Everytime We Touch (Extended Mix) - 7:58
5. Everytime We Touch (Radio Edit) - 3:15

Remixes
1. Tocadisco EVIL Mix
2. Arias SEAT Ibiza Mix
3. Federico Franchi Mix
4. Sharam David Guetta Re- Edit

## Classement par pays
| Pays              | Meilleure position |
| ----------------- | ------------------ |
| Suisse            | 16                 |
| Pays-Bas          | 19                 |
| Allemagne         | 27                 |
| Belgique Flandre  | 12                 |
| Belgique Wallonie | 3                  |
| Bulgarie          | 38                 |
| Angleterre        | 68                 |
| France Club 40    | 9                  |